# Le Cœur couronné
Le Cœur couronné est une série de bande dessinée en trois volumes.
- Scénario : Alejandro Jodorowsky
- Dessins : Moebius
- Couleurs : Florence Breton (tome 1), Scarlett  (tomes 2 et 3)

## Synopsis
Alain Mangel, professeur de philosophie à la Sorbonne, à la suite d'un divorce inattendu, cède aux avances d'une de ses étudiantes, Elizabeth. En proie à des délires mystiques, cette dernière va lentement plonger le professeur dans un tourbillon d'événements totalement délirants qui mettront sa science à l'épreuve de l'irrationnel.
Aidée par un prophète héroïnomane et par la fille d'un grand ponte des narco-trafiquants sud-américains, Elizabeth va non seulement obtenir un enfant d'Alain Mangel, mais le persuader d'ouvrir ses yeux à une foi douteuse.
Le Cœur couronné est le nom d'un café rue de la Ferronnerie, à Paris.

## Albums
1. La Folle du Sacré-Cœur (1992)
2. Le Piège de l’irrationnel (1993)
3. Le Fou de la Sorbonne (1998)[1]

## Publication

### Éditeurs
- Les Humanoïdes Associés : tomes 1 à 3 (première édition des tomes 1 à 3)
- Les Humanoïdes Associés : édition de l'intégrale au petit format sous le titre générique La Folle du Sacré-Cœur (2017)
- Chez le même éditeur, réédition de l'intégrale sous le titre La Folle du Sacré-Cœur dans le volume 7 de l'édition "90ème anniversaire", à l'occasion des 90 ans d'Alejandro Jodorowsky, augmentée de deux postfaces de Philippe Peter et d'Aurélien Lemant (2019)